# Glossario MMORPG
Nell'ambito dei MMORPG (Massively Multiplayer Online Role-Playing Game) si è diffuso un gergo fatto di abbreviazioni, termini specifici e parole mutuate dall'inglese e italianizzate.

## 0-9
- 1H – 1 Handed

Arma ad una mano
- 2H – 2 Handed

Arma a due mani
- 1HS / 1HE – 1 Handed Slashing/1 Handed Edged

Arma ad una mano da taglio/punta (es. spada a una mano)
- 2HS / 2HE – 2 Handed Slashing/2 Handed Edged

Arma a due mani da taglio/punta (es. spada a due mani)
- 1HB – 1 Handed Blunt

Arma a una mano da impatto
- 2HB – 2 Handed Blunt

Arma a due mani da impatto
- 1HP – 1 Handed Piercing

Arma a una mano perforante
- 2HP – 2 Handed Piercing

Arma a due mani perforante
- 1HPP / 1H+ – 1 Handed Poisoned

Arma a una mano avvelenata
- 2HPP / 2H+ – 2 Handed Poisoned

Arma a due mani avvelenata

## A
- AC o Armor Class o Auto Clicker
  1. nome – Classe Armatura
  2. nome – Auto–Clicker, un programma o metodo che consente ad un giocatore di cliccare o premere un pulsante velocemente o ripetutamente in rapida successione. Talvolta un programma pirata esterno, talvolta un dispositivo fisico. Alcuni giochi ne hanno bandito l'uso, dato che eseguire una complicata serie di pulsanti con un solo click è considerato un illecito vantaggio.
  3. verbo – Usare il suddetto metodo in gioco, sia per utilizzare indiscriminatamente abilità o azioni, sia per ottenere un vantaggio in eventi che privilegino il primo venuto (es. la prima persona a cliccare su un particolare NPC ottiene la quest o riceve un oggetto).
- Add
  1. nome – Mostro/i aggiuntivo/i che si unisce/ono ad un combattimento quando i giocatori stanno già combattendo. Tali mob addizionali spesso aggrediscono il party nei momenti meno opportuni. Può anche voler dire l'azione di un PNG che diventa un add: “Non appena attacchi il barone, le sue guardie si addano”. Alcuni boss possono avere dei minion che vengono spesso chiamati add, che talvolta richiedono un tank secondario (vedi OT).
- Addons – Aggiunte
  1. nome – Una caratteristica del gioco che consente ad un giocatore di modificare in qualche modo la sua Interfaccia Utente (UI) (vedi anche mod).
- ADMIN o GM (Game master) - "Amministratore"
  1. nome - Persona investita di particolari funzioni professionali all'interno del gioco. È pagato dall'azienda sviluppatrice e ha pieni poteri sul mondo di gioco. Generalmente si occupa di correggere i bug o di bannare chi si rende colpevole di frasi razziste o comportamenti vietati dal gioco. Normalmente ha un suo personaggio, ma non interagisce coi giocatori, il personaggio è all'interno del gioco solo per facilitare le segnalazioni dei bug da parte dei giocatori.
- AFK o Away From Keyboard – Lontano Dalla Tastiera
  1. nome – Allontanarsi dal computer per qualche ragione mentre si è in gioco.
  2. verbo – Andare AFK per alcuni minuti.
- Aggro
  1. nome - La misura in cui i mob nemici convergono su un giocatore. Talvolta questo viene fatto intenzionalmente, come nel caso di un tank; altre volte è un fatto non intenzionale ed indesiderato, come nel caso dell'healer o del caster di un gruppo che attirano aggro.
  2. agg. - Quando un mob è aggrato, attaccherà i giocatori “non nascosti” entro un certo raggio. A seconda del MMORPG, ci si può nascondere alla vista, all'udito, all'olfatto o a una combinazione di questi tre.
  3. verbo - Aggrare un mob significa attirarne l'attenzione entrando nel suo raggio di aggro o usando un'abilità che lo provoca, intenzionalmente o meno.
- AOE o Area of Effect – Area d'Effetto
  1. agg – Incantesimi o abilità che anziché avere effetto su un singolo bersaglio agiscono su un'area, generalmente di qualche metro di diametro, influenzando tutto ciò che si trova al suo interno. Si può trattare di effetti benefici per i propri compagni o di effetti negativi su tutti i mob (vedere) all'interno.
- ASD
  1. nome – risatina sardonica (sono le prime tre lettere della seconda fila delle tastiere QWERTY e QWERTZ)

## B
- B2P

I giochi B2P (buy to play) richiedono l'acquisto del gioco a seguito del quale si è liberi di giocare senza dover pagare un canone. Possono avere un Item Mall.
- B> o Buying – Comprare
  1. verbo – Chi parla annuncia la propria intenzione di comprare l'oggetto in questione. Per esempio, "B> spada epica” significa che chi parla vuole comprare una spada epica, e sta invitando altri giocatori ad offrirne la vendita. Se chi parla vuole comprare o scambiare l'oggetto può usare il termine B/T> (vedi anche WTB).
- BAF o Bring a Friend – Porta un Amico
  1. agg. – Un termine usato per descrivere quando qualcuno attacca un NPC nemico e svariati NPC attorno arrivano a sostegno di questo. Gli NPC sono solitamente collegati fra loro.
- Bio o Biological
  1. nome – L'atto di espletare funzioni corporali di base. Una ragione comune per andare AFK.
- Bolt – Lampo
  1. nome – Un'abilità di danno che scaglia un proiettile verso un nemico e lo colpisce. Associata solitamente ad incantesimi, in opposizione ad armi a distanza come l'arco. Anche usato come verbo, per indicare l'atto di lanciare tale tipo di incantesimo (“bolta il mago”).
- Bot
  1. nome – Player i cui movimenti sono automatizzati da un programma, è una pratica che spesso porta al ban in quasi tutti i MMORPG in quanto va contro i principi stessi di un mondo persistente danneggiandone l'economia.
  2. nome – Player le cui abilità sembrano, ma non lo sono, automatizzate. Viene spesso utilizzato per indicare e/o insultare giocatori principianti.
- Buff
  1. nome - Insieme di abilità o incantesimi castati solitamente prima di entrare in combattimento, volti ad aumentare le caratteristiche, sia offensive che difensive del personaggio.

## C
- Cast
  1. verbo – Abbreviazione di spellcast, lanciare un incantesimo.
- CC o Crowd Control
  1. Nome - Abilità che rende temporaneamente un mob inoffensivo facilitando lo scontro. Molto spesso il mob in questione rimane inoffensivo finché non viene attaccato, permettendo al gruppo di eliminare prima gli altri e poi l'ultimo con calma.
  2. Verbo - Utilizzare un'abilità Crowd Control su un bersaglio specificato.
- CD o Cooldown

1. Nome - Periodo di tempo di attesa per poter riutilizzare una spell (magia), abilità o item.
- CAoE

1. Nome – Acronimo di Cone Area of Effect: un incantesimo o altro effetto che influenza (ad esempio infligge danni) ad obiettivi entro un'area a forma di cono

## D
- DD
  1. nome – Abbreviazione di “Damage Dealer”, e definisce un personaggio il cui ruolo è unicamente infliggere danni pesanti al nemico. Solitamente i personaggi che riescono a infliggere più danni, hanno una scarsa difesa, ecco perché per formare un buon gruppo è necessario insieme al DD un Tank (vedi Tank) che riesca a proteggere il DD dai danni.
- Debuff
  1. nome - Insieme di abilità o incantesimi volti ad diminuire le caratteristiche, sia offensive che difensive del personaggio, o a limitarne la libertà di azione per un certo periodo di tempo, come ad esempio: confusion, slow o silence
- DPS o Damage Per Second - Danno al secondo.
  1. nome - Personaggio il cui compito consiste nell'infliggere in maniera continuativa un'elevata quantità di danni al nemico senza prenderne l'aggro su di sé. Un personaggio DPS può agire da vicino evadendo gli attacchi o da distanza, tramite magie o armi a distanza. DPS è anche il danno stesso in uno scontro. Quando il tank ha preso abbastanza aggro si può intensificare il DPS.
- DOT o Damage Over Time - Danno esteso nel tempo.
  1. nome - Quantità relativamente piccola di danno che si ripete più volte per un periodo di tempo limitato dopo un unico colpo (ad esempio un veleno o un incantesimo che provoca 5 punti ferita al secondo di danno per 10 secondi).
- Drop
  1. nome - Serie di oggetti che possono essere lasciati a terra da un mob ucciso, gli oggetti droppati variano seguendo una percentuale a seconda della qualità e rarità dell'oggetto in questione; con l'aumentare del valore diminuisce la percentuale di drop. In alcuni "mmorpg" se il giocatore viene ucciso può droppare oggetti dell'inventario, o addirittura oggetti equipaggiati, armi comprese.
  2. verbo - Droppare è un'azione eseguita dal mob che indica il lasciare per terra un determinato drop o item al momento della sconfitta.

## E
- Exp o Xp
  1. nome - Esperienza, che è necessaria per aumentare di livello, e può essere ottenuta sconfiggendo mob, o portando a termine delle quest. Solitamente con l'aumentare del livello, aumenta anche l'esperienza necessaria per completare il livello successivo, oppure diminuisce l'esperienza ottenuta.
  2. verbo - Expare significa uccidere molti mob o completare un elevato numero di quests in sequenza avendo come unico scopo l'aumento del proprio livello.

## F
- F2P

I giochi F2P o free to play sono gratuiti. Di solito hanno un Item mall dove si possono acquistare oggetti o altro con soldi reali.
- Faction – Fazione
  1. nome – Molti giochi usano un valore per rappresentare come certi gruppi di mob e NPC si relazionano nei confronti di un personaggio: questo valore è la “reputazione di fazione” (“'faction standing”) per quel gruppo. Ci sono diversi modi per modificare questa reputazione positivamente (come completare quest per membri di tale fazione o uccidere membri di una fazione opposta) o negativamente (come uccidere membri della fazione o completare quest per fazioni opposte).
- Farm – Raccolta
  1. verbo – Raccogliere ripetitivamente delle risorse in una zona, ottenere un loot droppato raramente, molti drop comuni, o semplicemente denaro. Chiamato in questo modo perché uccidere tutti i mob disponibili per poi attendere che respawnino è simile a quello che fa un contadino col proprio raccolto.
- FedEx Quest
  1. nome – Anche detta “Fetch Quest” (quest da fattorino). Come il nome implica, una FedEx Quest richiede al giocatore di fare da corriere, e portare un oggetto dal punto A al punto B (e spesso anche al punto C). Le FedEx Quest sono spesso descritte come semplicistiche e prive di qualsiasi reale sfida.

## G
- GTAOE – Ground Target AOE
  1. agg – Il Ground Target AOE è un effetto ad area che ha come bersaglio una zona del terreno.
- GANKARE – inglese "To Gank" è la fusione di due termini, sempre inglesi, e cioè da Gang e killing.
  1. verbo – Uccidere un giocatore molto più forte quando il suddetto giocatore è in condizioni di svantaggio. Ad esempio mentre ha pochi Hp o è indebolito dal combattimento contro mobs.
  2. verbo – uccidere in gruppo, usando la superiorità numerica per sopraffare gli avversari. A volte viene usato in modo spregiativo, per indicare persone o giocatori che non hanno abilità ("è capace solo di gankare"), perché si ritiene (a torto o a ragione) che per gankare non sia necessario del talento o particolari abilità.
- Grind

Vedi grind
- GvG

Abbreviazione di Guild versus Guild. Variante del PvP in cui predomina la guerra fra gilde. Le Gilde normalmente si aggregano a loro volta per alleanze dando vita a complesse attività di politica, tradimenti e diplomazia.

## H
- Healer - Guaritore/Curatore
  1. nome – Personaggio dotato di abilità curative spesso indispensabili al gruppo. Ha il compito di tenere in vita i propri compagni compensando i danni che subiscono con delle cure magiche. Spesso il suo compito si incentra sul tenere vivo il tank che prende su di sé tutto l'aggro dei mob.
  2. verbo_ Healare: curare, specifico di mmorpg.
- HCE - in alcuni giochi sono i Dungeon di alto livello di difficoltà spesso da completare con un tempo limite
- Headshot - Colpo alla testa, spesso confuso con l'one-shot (o insta-kill) perché in molti giochi causa una morte istantanea.
- HOT o Heal Over Time - Cura estesa nel tempo.
  1. nome - Quantità relativamente piccola di cura che si ripete più volte per un periodo di tempo limitato.

## I
- IM

L'IM o item mall è quasi sempre presente nei giochi F2P. Si utilizzano soldi reali per acquistare oggetti o altro utilizzabili in gioco.
- Insta-kill - Sinonimo di oneshot.

- ILP - "I liek pie"
  1. nome - Generalmente indica la deficienza della personalità contrassegnata da una adorazione quasi paranoica verso le torte, spesso alla mela o al limone.

## K
- Kite - Fluttuare
  1. verbo – Impedire ad un NPC di portare a segno un attacco, correndo continuamente mentre il mostro insegue il giocatore.
- Kill on Sight o KOS - Uccidere a Vista
  1. agg. – La descrizione di un mob che attacca i giocatori senza aver subito provocazione. Esempio: “Non posso entrare in quella città perché quelle guardie per me sono KOS”.
- Killare
  1. verbo – Uccidere (Italianismo di kill).

## L
- Lamer
  1. nome - Indica un giocatore che usa bug, o skill ancora non ben bilanciate all'interno del gioco per vincere facilmente e senza alcuno sforzo.
- Laggare

1. verbo - Indica il subire ritardo dovuto alla rete dati, non permettendo di essere sincroni nei movimenti degli altri player (italianismo derivato dal sostantivo lag)

- Leecher
  1. nome - Letteralmente "Sanguisuga" indica un player che approfitta dei compagni per ottenere EXP o altri benefici senza partecipare attivamente, per esempio mentre è AFK, risultando quasi un peso per il gruppo. Può indicare anche un player che, a discapito delle continue richieste di smettere di fare ciò che sta facendo, persevera nel disturbare la EXP di una o più persone colpendo i MOB senza che sia stato richiesto aiuto da chi li ha colpiti per primo, è una pratica molto maleducata e in alcuni MMORPG può portare pesanti sanzioni al Leecher.
- Level o lvl o liv o lv - Livello
  1. nome - Identificato da un numero, che aumenta con l'acquisizione di esperienza. Con l'aumentare del livello aumentano anche le abilità di combattimento del personaggio, quindi più alto è il Lvl, più forte sarà il PG. Solitamente viene accostato un livello anche ai mob che varia da zona a zona, per permettere al giocatore di confrontarsi con nemici sempre più forti. I livelli sono considerati come piccole tappe, che al loro conseguimento consentono di aggiungere statistiche, bonus, etc.
  2. verbo - Livellare o Levellare, ovvero l'azione che consiste nel passare al livello successivo.
- LFG o Looking for Group
  1. verbo - Indica il desiderio da parte del player di cercare un gruppo, generalmente per affrontare quest più impegnative, istanze o pvp
- LFM o Looking for More
  1. verbo - Indica la volontà da parte del player di cercare altri componenti per il proprio gruppo per cercare di raggiungere un numero prestabilito di giocatori o per colmare ogni spazio del gruppo.
- Loot
  1. nome - Si riferisce all'equipaggiamento che viene recuperato dal cadavere di un mob ucciso. Può anche indicare dell'equipaggiamento che viene semplicemente trovato incustodito nel mondo di gioco.
  2. verbo - Lootare vuol dire rubare drop o oggetti sui quali non si ha alcun diritto legittimo. P.es. “Il drago che ho ucciso ha droppato uno Scudo Sacro, ma non ce l'ho perché qualcuno l'ha lootato prima che io potessi prenderlo."

## M
- Melee
  1. nome - Attacco fisico in mischia, combattimento corpo a corpo.
- Mob
  1. nome - Un singolo mostro o NPC, che solitamente va ucciso per ottenere esperienza o loot, sebbene in senso stretto ogni entità controllata dal computer possa essere così definita.

## N
- Noobasher è un neologismo inglese, utilizzato comunemente nelle chat su numerosi giochi multiplayer online. Questo termine deriva dalle parole noob (newbie, principiante) e da basher (to bash, vincere, battere), e indica un giocatore che per ottenere facilmente dei punti, delle vittorie, su giochi multiplayer online, partecipa a partite facili contro dei n00b, appunto, vincendo spesso e volentieri.
- NPC Not Player Character - personaggio non giocante (PNG) nei giochi di ruolo
- Nuker - Identifica un personaggio capace di causare ingenti danni, generalmente un mago.
- Nerf - Termine utilizzato per indicare un abbassamento delle abilità di un personaggio riducendone l'efficacia, viene anche utilizzato per indicare una riduzione della potenza di una skill se reputata troppo potente  - (verbo - nerfare) Esempi di frasi: La skill è stata nerfata. Hanno nerfato la classe del mio personaggio. Il termine deriva dal fatto che, secondo molti giocatori, le statistiche delle nuove armi sono paragonabili a quelle dei blaster della Nerf, cosa molto fastidiosa.

## O
- own
  1.  verbo - Letteralmente possedere, in questo tipo di gioco assume il significato di avere una vittoria schiacciante, umiliante. Es: A ha ownato B -> A ha umiliato B oppure -> A ha ottenuto una vittoria schiacciante su B.
- oneshot
  1.  nome - Atto di eliminare il bersaglio, NPC o PG, con un sol colpo. Un colpo mirante alla testa dell'avversario è il più comune ed è più specificatamente denominato headshot. Viene anche chiamato insta-kill.
  2.  verbo - Quando si uccide un avversario con un sol colpo. Es: Oneshotta sempre e non riesco a killarlo.

## P
- P2P

I giochi P2P (anche se l'abbreviazione è ormai in disuso perché si confonde col significato più diffuso di Peer-to-peer) o pay to play si possono utilizzare solo a fronte del pagamento di un canone.
- Party
  1. nome - Un gruppo di giocatori che si riunisce per una missione. Generalmente composto da massimo 5 giocatori, oltre i quali assume una diversa denominazione (ad esempio nel MMORPG World of Warcraft da 6 persone in su si parla di RAID). In un party generalmente sono necessari un tank, uno o 2 healer e 2 o 3 DPS. Molti Dungeon e missioni che da soli risulterebbero impossibili sono strutturate per essere fatte in party.
- PBAOE – Point Blank AOE o Person Based
  1. agg - Il PBAOE è un effetto ad area che è centrato su chi la usa e si propaga in due o tre dimensioni; non obbligatoriamente il target di un PBAoE coincide con il caster
- Pro
  1. nome - Abbreviazione di "Professional" - Giocatore professionista, con alto livello o che gioca da molto tempo.
- PvC

Player versus computer (giocatore contro il computer), che si divide in: PvE o PvM
- PvE

Player versus environment
- PvM

Player versus monster
- PvP

Player versus player
- pwn
  1. verbo - sinonimo di own (vedi sopra).

- PTS

Public Test Server - server pubblico dove viene testata una nuova versione o patch del gioco prima del rilascio ufficiale.

## Q
- Quest
  1. nome - Missione solitamente assegnata da un NPC, che una volta portata a termine, è retribuita con denaro, con oggetti di vario tipo o punti esperienza.

## R
- RvR

Abbreviazione di Realm versus Realm. Variante del PvP raggruppato per reami. In questo caso i giocatori appartengono ad un Reame e possono attaccare solo personaggi di reami diversi in apposite zone denominate "Zone di Frontiera".
- Respawn - o RePOP

Termine che significa Produrre più volte qualcosa in gergo MMORPG si utilizza in realtà quando si aspetta che un mostro rinasca dopo averlo ucciso per ri-ucciderlo di nuovo si dice appunto aspettare il respawn(in italiano spesso si utilizza il termine RE-POP, pop in quanto onomatopeico del rumore del popcorn quando esplode in similitudine alla comparsa improvvisa del mostro quando appunto respawna).
- Respec

Verbo/nome che indica effettuare il reset dei punti caratteristica e abilità per provarne di nuove o ridistribuirli. 
- RnG

(Run and Gun, in italiano "corri e spara") stile di combattimento nei MMORPG sparatutto che consiste, come dice il nome, nel correre in giro per la mappa di gioco per cercare gli avversari ed ucciderli senza però mai fermarsi.
- RNG

(Random Number Generator) metodologia di ottenimento risorse. Tale metodo consiste nella generazione casuale di un numero che, in base a dei valori uno dei quali ad esempio la fortuna, estrae da una tabella relativa ad un determinato evento una ricompensa.
- Run

È un modo particolare per affrontare un dungeon nel quale si ignorano i mob e si corre da punto di respawn a punto di respawn, in genere una volta arrivati in fondo i pg si fanno uccidere intenzionalmente e aspettano che tutti i mob siano tornati indietro nelle loro posizioni, così che una volta resuscitati tutti i giocatori si trovano velocemente in fondo al dung e posso dedicarsi al boss finale avendo consumato meno pozioni di vita. Per fare una run è necessario che i pg conoscano il percorso migliore per arrivare il più lontano possibile senza essere uccisi. Non è un modo di fare un dungeon corretto ma sicuramente veloce e rischioso.
- Refull

Riempire nuovamente un inventario, un baule, uno zaino; appena svuotato, utilizzato (in giochi di farming).

## S
- Scammer - Truffatore

Giocatore che inganna gli altri rubando loro oggetti o denaro o il totale controllo dell'account in cui si ha il personaggio registrato.
- Spell / Skill

È una qualsiasi tecnica o abilità magica, fisica, mentale di cui è dotato un PG; può essere di tipo benefico (ovvero il Buff) o una tecnica atta all'attacco di un Mob o di un PG (quando ci si trova in PvP). Da questa parola deriva il verbo skillare.
- Stun

Lo stun rappresenta il tempo in cui, con una determinata Spell di cui è dotato un PG, si può paralizzare l'avversario per un lasso di tempo.
- S> o Selling - Vendere

È l'opposto di B>, lo si usa quando si ha l'intenzione di vendere un oggetto. Per esempio "S> armatura d'oro” quando si sta tentando di vendere questo determinato oggetto e si sta invitando gli altri giocatori a acquistarlo.

## T
- Tank
  1. nome - Un giocatore che mira intenzionalmente ad assumersi l'aggro dei mob, e così facendo proteggere gli altri membri del party, che possono curarlo e/o causare danno più efficacemente al mob.
- TNL
  1. nome – Abbreviazione per “To Next Level”, viene utilizzato in una domanda per conoscere la quantità di punti esperienza necessari per salire di livello dei membri del gruppo.
- TS o Teamspeak o TS3
  1. nome – Abbreviazione per “Teamspeak”, un popolare programma che permette ai giocatori di parlare fra loro in modo vocale, invece che digitando.

## V
- Vendor – Venditore
  1. nome – Un commerciante NPC che compra e vende item. Alcuni hanno merci specifiche e ci si può riferire a loro in tal modo. Esempio: “Dove posso trovare il vendor di armature in questa città?”
  2. verbo – Vendere un item a un vendor NPC invece che a un altro giocatore, solitamente perché quegli oggetti sono vendor trash (vedi sotto).
- Vendor trash o Vendor fodder – Spazzatura per Venditori
  1. nome – Oggetti che non hanno altro scopo che essere venduti ad un NPC in cambio di denaro.
- Vent o Ventrilo
  1. nome – Abbreviazione per “Ventrilo”, un popolare programma che permette ai giocatori di parlare fra loro in modo vocale, invece che digitando.

## W
- WTB - Desidero comperare
  1. verbo - Un commerciante Player che desidera comprare qualcosa, mette prima del nome dell'item WTB, che sta per Want to Buy, ovvero Vorrei Comprare.
- WTS - Desidero vendere
  1. verbo - Il contrario di WTB. Sta per Want to Sell, ovvero Vorrei Vendere.
- WTT - Desidero scambiare
  1. verbo - (Want to Trade) Un commerciante Player che desidera scambiare qualcosa con qualcun altro in un rapporto da definirsi durante la contrattazione.
- Warn
  1. Aggettivo - Abbreviazione di Warning. Significa prestare attenzione ad un determinato player/mob, oppure in una mappa.